# Лука Мудищев
«Лука́ Муди́щев» — «срамная» поэма неустановленного авторства, написанная в XIX веке, отчасти стилизованная под непристойные стихи Ивана Баркова и потому зачастую ему приписываемая. Долгое время поэма передавалась рукописно. О её первой публикации точных сведений разыскать не удалось. Текст поэмы долгое время бытовал в устной и рукописной традициях, вследствие чего ныне (в XXI веке) поэма существует во множестве разных вариантов.

## Сюжет
В Москве, в собственном двухэтажном доме, живёт молодая и богатая купчиха, отличающаяся похотливостью и желанием совокупляться по десять и более раз в день. Её муж умирает через год после свадьбы, не выдержав постоянных неистовых плотских утех. В попытках утолить свой сексуальный голод купчиха начинает заниматься сексом со всеми подряд, но по прошествии трёх лет и это занятие перестаёт доставлять ей удовольствие, так как никто не может её удовлетворить. Вскоре у неё появляется навязчивая идея найти мужчину с огромным членом.
Для этого она обращается к свахе-мещанке Матрёне Марковне, которую «за сваху ловкую считали во всех купеческих домах». Не ограничиваясь ролью свахи, Матрёна также активно занималась сводничеством. Купчиха просит найти ей «крепкий хуй, здоровый, не меньше, чем восьмивершковый». Согласно действовавшим с 1835 года соотношениям, 8 вершков равнялись 35,6 см. Подумав, сваха вспоминает о дворянине Луке Мудищеве: «Ему не то что баб скоблить, а, будь то сказано не к ночи, такой елдой чертей глушить!». Описывая Луку как видного и дородного мужчину, сваха говорит о его полнейшей бедности: «Сидит без брюк и без сапог — всё пропил в кабаке». Купчиха, услышав это, требует одеть Луку поприличнее и привести его завтра вечером к ней в дом, обещая, что не пожалеет на это денег.
Далее повествуется о Луке Мудищеве и о древнем дворянском роде Мудищевых, представители которого «имели вотчины, деревни и пребольшие елдаки». Рассказывается про предков Луки: «Один Мудищев был Порфирий, при Иоанне службу нес, и поднимая хуем гири, порой смешил царя до слез», «Второй Мудищев звался Саввой, он при Петре известен стал, за то, что в битве под Полтавой, елдою пушки прочищал. Царю же неугодных слуг, он убивал елдой как мух», «При матушке Екатерине, благодаря своей хуине, отличен был Мудищев Лев, как граф и генерал-аншеф». Распутный дед Луки спустил все свои имения и капиталы, и Лука «был нищим с самых юных лет». Помимо бедности, «имел он на беду величины неимоверной восьмивершковую елду», из-за чего женщины, «узрев такую благодать, не соглашались ему дать». Кроме того, «про него носился слух, что он елдой своей до смерти заёб каких-то барынь двух». И вот сорокалетний Лука, не имея ни друзей, ни жены, ни любовницы, ни детей, ни денег, жил в каморке возле кабака, где «хуй свой длинный проклиная, тоску-печаль в вине топил».
В условленное время сваха приводит к купчихе похорошевшего Луку: «Причёсан, тщательно побрит, одет в сюртук щеголеватый, не пьян». После непродолжительного разговора купчиха предлагает Луке заняться плотскими утехами, однако едва только Лука начинает с ней совокупляться, купчиха горько пожалела об этом: «Как будто ей всадили дышло, купчиха начала кричать и всех святых на помощь звать». На крики купчихи прибегает сваха Матрёна, но Лука бьёт её фаллосом по голове, в результате чего она умирает от пролома черепа. Вскоре гибнет и сам Лука, так как купчиха (в других редакциях — сваха) откусывает (в других редакциях — отрывает) ему мошонку. В конце концов, и сама купчиха умирает от тяжёлых травм.

## Время написания и судьба произведения
«Лука Мудищев» долгое время бытовал в устной и рукописной традициях, поэтому достаточно сложно установить дефинитивный вариант текста «Луки». Ещё труднее без обращения к источникам установить авторство и время написания поэмы. Фактически, авторство «Луки» коллективное, и текст поэмы формировался и видоизменялся в течение нескольких десятилетий.
В 2014 г. был найден анонимный рукописный текст, нанесённый крупным почерком орешковыми чернилами на тряпичной бумаге, и снабжённый иллюстрациями переписчика. Листы сшиты белыми нитками в тетрадку. Имеется указание места написания: «[Москва]». Текст не датирован и не имеет прологов, начинаясь со слов «Дом двухэтажный занимая // В родной Москве жила-была // Вдова — купчиха молодая, // Лицом румяна и бела…» По особенностям рисунков и почерка филолог Наталья Филатова предположила, что этот список был написан не ранее шестидесятых и не позднее восьмидесятых годов XIX в. Текст переписан довольно грамотно, ритмическая структура практически нигде не нарушена. Имя Баркова в тексте нигде не упоминается; по мнению Натальи Филатовой, это означает, что произведение было переписано вскоре после его создания.

## В культуре
Во время Великой Отечественной войны советские военнослужащие прозвали «Лукой Мудищевым» 300-мм фугасный реактивный снаряд М-31 к РСЗО «Андрюша», за его похожесть на мужской половой член.
Писатель Михаил Елизаров включил в свой роман «PASTERNAK» (2003) такие рассуждения одного из действующих лиц — отца Григория: «Художественные ландшафты разнятся только степенью демонического… Вред от грубого скоморошничания „Луки Мудищева“ невелик. Откуда там завестись дьяволу? Спрятаться негде. А заумный пафос какой-нибудь „Розы Мира“ в сотни раз опаснее своей лживой спиритической мимикрией под духовность».
Был экранизирован:
- в 2000 г. — полнометражный (120 мин) игровой порнофильм «Лука Мудищев», снятый студией «SP Company» с Романом Трахтенбергом в роли рассказчика[9][10];
- в 2007 г. — короткометражный (32 мин) анимационный эротический мультфильм «Лука Мудищев», снятый студией «Эллит», режиссёром Кареном Кабаскаляном[11].

## Издания
Долгое время «Лука» бытовал в устной и рукописной традициях, издавался в русском самиздате. Имеется множество вариантов текста.
В 1969 году была издана одна из версий текста в мистифицированном оформлении книги. Издание было оформлено как 2-е официальное издание Политбюро ЦК КПСС. А также было сопровождено разделом «Отзывы центральной печати о первом издании эпопеи Баркова» со множеством, очевидно вымышленных, заметок, включающих выдержку «Из приложенного доклада секретаря ЦК КПСС на торжественном заседании во Дворце Союзов», из газет «Правда», «Труд» и других главных советских СМИ того времени. Предположительно, на самом деле книга была издана в Париже; позже она неоднократно переиздавалась, в том числе лондонским издательством Flegon Press А. Флегона в 1981 году; сам Флегон утверждал, что это он издал книгу 1969 года.
Несколько изданий вышло в 1990—2000 годах.
В 2018 г. в издательстве Nouvelles Éditions Place вышел первый перевод «Луки Мудищева» на французский язык. Французский и русский тексты даны в книге параллельно. Для перевода был взят вариант текста поэмы, составленный и опубликованный Георгием Суворовым и Кириллом Радиным в рамках проекта «Барковиана». Автором идеи выступил швейцарский писатель и издатель Самюэль Брюссель. Переводчик — Кристина Зейтунян-Белоус. Книга была представлена на Парижском книжном салоне 17 марта 2018 г. Издание находится в Национальной библиотеке Франции, в библиотеке Института политических исследований в Париже (Sciences Po) и в славистском фонде библиотеки Страсбургского университета.